# 밀란 (오하이오주)
밀란(Milan)은 오하이오주의 이리와 휴런 카운티에 있는 마을이다. 2020년 인구 조사 기준 인구는 1,371명이다. 토머스 에디슨의 출생지이자 어린 시절의 고향으로 가장 잘 알려져 있다.
밀란의 이리군 부분은 샌더스키 광역권의 일부이며, 휴런군 부분은 노워크 소도시 통계 지역의 일부이다.

## 역사 및 문화
밀란 마을은 에벤에저 메리가 이전에 버려진 모라비아 인디언 선교 마을인 "Petquotting"(1805-1809) 부지에 1817년 건설되었다. 메리는 마을 아래 휴런강에 댐을 건설하고 강 계곡에 제분소와 제재소를 갖춘 "메리 밀스"를 세웠다. 원래 '비티'라고 불리던 밀란 마을은 1833년 '밀란'으로 통합되었고, 이는 밀라노에서 이름을 따왔다. 철도가 등장하기 전에는 지역 농부들이 수확물을 마차로 이리호 항구로 운반해야 했다. 밀란 북쪽과 서쪽에 있는 모래 많고 습한 평원은 무거운 수확물을 실은 마차가 건너기 쉽지 않았다. 1826년부터 지역 투자자들은 밀란을 호수 항구로 만들고 새로운 운하와 편리하게 연결하여 뉴욕 시와 직접 지역 상거래를 할 수 있도록 운하 건설을 제안했다.

### 1800년대와 밀란 운하
밀란 운하 건설은 1833년에 시작되어 1839년 7월 4일에 호수 항해에 개방되었다. 상업의 정점은 1847년이었다. 15년 이상 동안 마을은 오대호에서 가장 번화한 항구 중 하나로 번성했다. 농산물을 밀란으로 가져오는 수많은 마차들은 종종 남쪽으로 몇 마일씩 늘어섰다.

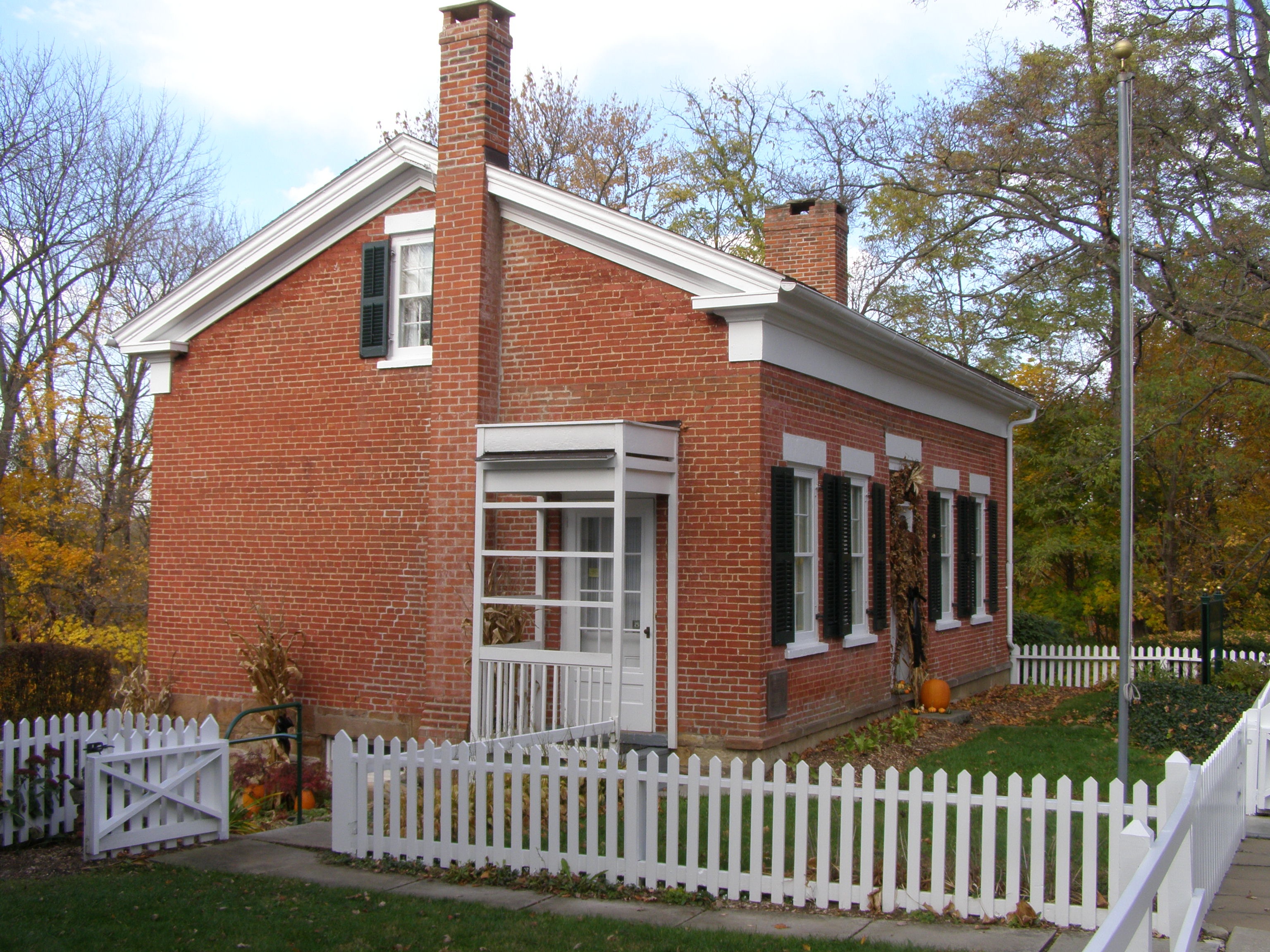
토머스 에디슨의 출생지

운하 시대 동안 밀란은 사업가이자 발명가인 토머스 에디슨의 출생지가 되었으며, 그가 1847년 2월 11일에 태어난 작은 언덕 위의 벽돌집은 박물관으로 일반에 공개되어 있다. 그는 7살 때 가족이 포트휴런으로 이사하기 전까지 밀란에서 살았다.
지역 중개소와 무역 회사는 농부들의 농산물을 통화, 철물, 그리고 이리 운하를 통해 동쪽에서 이리호를 건너온 무역품으로 교환했다. 밀란 운하는 깊고 이리호와 직접 연결되어 있어, 이리호 스쿠너가 다른 운하에서 필요한 작고 수심이 얕은 운하 보트 없이 밀란으로 물품을 운송할 수 있었다. 깊은 선박 운하, 오하이오 지역 토양의 뛰어난 농업 비옥도, 그리고 이리 운하를 통한 뉴욕 시장으로의 직접 접근이 결합되어 밀란은 1830년대부터 1850년대 초까지 소매업의 중심지가 되었다.
그러나 1850년대 철도의 등장으로 운하를 통한 번영은 끝났다. 1868년, 운하의 공급 댐이 홍수로 인해 파괴되어 밀란의 호수와의 직접 연결이 영구적으로 끊겼다. 원래의 운하 경로는 오늘날 Erie MetroParks "휴런 강 녹지"를 따라 관찰하고 따라갈 수 있다.
깊은 운하와 내륙 항구는 또한 선박 건조의 중심지 역할을 했는데, 부분적으로는 선박 건조에 사용되는 백참나무 목재가 지역에 광범위하게 있었기 때문이었다. 1840년에서 1867년 사이에 약 60척의 선박이 밀란에서 건조되었다.
이 기간 동안 운하 기반의 번영은 건축학적으로 주목할 만한 많은 건물의 건설을 가능하게 했다. 오늘날 밀란은 19세기 건축 양식을 대표하는 상당수의 주택과 상업 건물을 보존하고 있다.

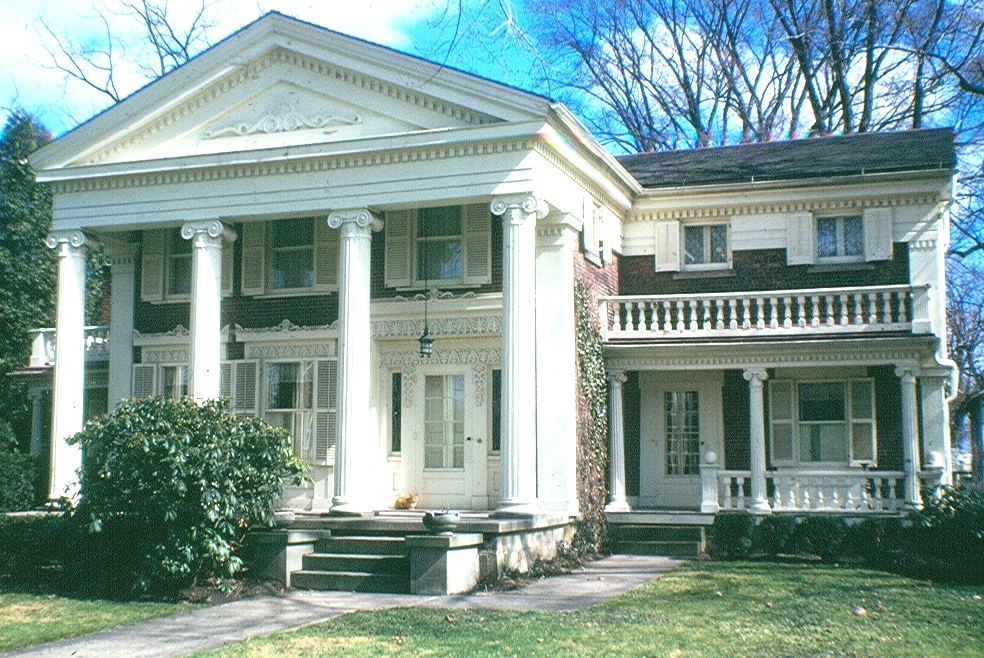
미첼-터너 하우스, 1848년

1820년대 후반부터 1830년대에 걸쳐 연방 양식 건물이 건설되었으며, 그 중 많은 건물이 오늘날까지 남아 있다. 1840년대와 50년대에는 그리스 부흥 양식이 밀란과 코네티컷 서부 보류지(오하이오 북동부 카운티)의 나머지 지역에서 지배적이었다. 오늘날 밀란의 동네에는 원래의 그리스 부흥 양식 주택과 함께 여러 다른 후기 빅토리아 시대 건축 양식이 풍부하다.
철도 확산의 위협으로 인해 중세 운하 관련 이익 집단은 철도의 밀란 침입을 막을 수 있었다. 이는 사실상 마을을 다른 중서부 도시에서 발생한 남북 전쟁 이후 번성하는 경제로부터 고립시켰다. 결과적으로 밀란의 발전과 확장은 1850년대와 60년대에 본질적으로 중단되었다. 오늘날 운하 시대의 대저택과 다른 건물들의 대부분은 그대로 남아있어 밀란은 중서부에서 19세기 건축 역사를 볼 수 있는 최고의 장소 중 하나이다. 마을 광장의 켈리 블록과 마을 모든 거리의 인상적인 대저택들은 놀랍도록 잘 보존되어 있다. 2002년, 밀란은 역사 보존을 위한 전국 신탁에 의해 특별한 목적지로 선정되었다.
모래가 많고 비옥한 토양 덕분에 이 지역에서는 멜론 농사가 번성했으며, 밀란은 매년 노동절 주말에 "밀란 멜론 축제"를 개최한다. 많은 주민들이 취업을 위해 다른 도시로 통근하지만, 이 지역의 전반적인 문화는 분명히 농촌적이고 농업적이며 역사적이다. 운하 폐쇄 이후 제한적인 개발로 인해 밀란은 뉴잉글랜드 문화 및 건축적 유사성을 가진 19세기 마을의 분위기를 유지하고 있다.

## 지리
미국 인구조사국에 따르면, 마을의 총 면적은 1.21 제곱마일 (3.13 km2)이며, 이 중 1.19 제곱마일 (3.08 km2)는 육지이고 0.02 제곱마일 (0.05 km2)는 물이다.
휴런강은 마을 광장 바로 북쪽으로 흐른다.

## 인구 통계
| 인구조사            | 인구  | Note | %±     |
| ------------------- | ----- | ---- | ------ |
| 1860년              | 771   |      | —      |
| 1870년              | 774   |      | 0.4%   |
| 1880년              | 797   |      | 3.0%   |
| 1890년              | 627   |      | −21.3% |
| 1900년              | 653   |      | 4.1%   |
| 1910년              | 696   |      | 6.6%   |
| 1920년              | 653   |      | −6.2%  |
| 1930년              | 678   |      | 3.8%   |
| 1940년              | 719   |      | 6.0%   |
| 1950년              | 846   |      | 17.7%  |
| 1960년              | 1,309 |      | 54.7%  |
| 1970년              | 1,862 |      | 42.2%  |
| 1980년              | 1,569 |      | −15.7% |
| 1990년              | 1,464 |      | −6.7%  |
| 2000년              | 1,445 |      | −1.3%  |
| 2010년              | 1,367 |      | −5.4%  |
| 2020년              | 1,371 |      | 0.3%   |
| 미국 10년 인구 조사 |       |      |        |

### 2010년 인구 조사
2010년 인구 조사 기준, 마을에는 1,367명, 509가구, 370가족이 거주하고 있었다. 인구 밀도는 1,148.7 명 매 제곱마일 (443.5/km2)이었다. 평균 밀도 463.0 매 제곱마일 (178.8/km2)의 551개 주거 단위가 있었다. 마을의 인종 구성은 백인 97.5%, 아프리카계 미국인 0.7%, 아메리카 원주민 0.1%, 아시아인 0.6%, 기타 인종 0.2%, 그리고 두 인종 이상 혼혈 0.9%였다. 모든 인종의 히스패닉 또는 라틴계는 전체 인구의 1.8%였다.
509가구 중 33.6%는 18세 미만 자녀와 함께 살았고, 57.6%는 함께 사는 결혼 부부였고, 10.2%는 남편이 없는 여성 가구주였고, 4.9%는 아내가 없는 남성 가구주였으며, 27.3%는 비가족이었다. 모든 가구의 22.8%는 개인으로 구성되었고, 10.8%는 65세 이상 혼자 사는 사람이 있었다. 평균 가구원 수는 2.52명이었고 평균 가족 수는 2.95명이었다.
마을의 중위 연령은 44.5세였다. 거주자의 23.6%는 18세 미만이었다; 5.8%는 18세에서 24세 사이였다; 21.2%는 25세에서 44세 사이였다; 32.6%는 45세에서 64세 사이였다; 그리고 16.8%는 65세 이상이었다. 마을의 성별 구성은 남성 49.5%, 여성 50.5%였다.

### 2000년 인구 조사
2000년 인구 조사 기준, 마을에는 1,445명, 540가구, 406가족이 거주하고 있었다. 인구 밀도는 1,229.9 명 매 제곱마일 (474.9/km2)이었다. 평균 밀도 488.6 매 제곱마일 (188.6/km2)의 574개 주거 단위가 있었다. 마을의 인종 구성은 백인 98.13%, 아프리카계 미국인 0.55%, 아메리카 원주민 0.21%, 아시아인 0.35%, 기타 인종 0.28%, 그리고 두 인종 이상 혼혈 0.48%였다. 모든 인종의 히스패닉 또는 라틴계는 전체 인구의 0.90%였다.
540가구 중 33.0%는 18세 미만 자녀와 함께 살았고, 60.2%는 함께 사는 결혼 부부였고, 10.4%는 남편이 없는 여성 가구주였고, 24.8%는 비가족이었다. 모든 가구의 22.0%는 개인으로 구성되었고, 11.5%는 65세 이상 혼자 사는 사람이 있었다. 평균 가구원 수는 2.55명이었고 평균 가족 수는 2.98명이었다.
마을의 인구는 18세 미만이 24.9%, 18세에서 24세 사이가 6.4%, 25세에서 44세 사이가 24.6%, 45세에서 64세 사이가 25.4%, 65세 이상이 18.8%로 분포되어 있었다. 중위 연령은 41세였다. 여성 100명당 남성은 92.7명이었다. 18세 이상 여성 100명당 남성은 86.1명이었다.
마을의 가구당 중위 소득은 51,204달러였고, 가족당 중위 소득은 57,986달러였다. 남성의 중위 소득은 42,426달러였고 여성은 26,027달러였다. 마을의 1인당 국민소득은 23,143달러였다. 약 3.20%의 가족과 4.6%의 인구가 빈곤선 아래에 있었으며, 여기에는 18세 미만 7.0%와 65세 이상 3.8%가 포함되었다.

## 공립 학교
밀란은 인근 베를린 하이츠와 학교 시스템을 공유한다. 통합 학군 이름은 에디슨 지역 학교이며, 고등학교 팀은 "에디슨 차저스"이다. 에디슨 고등학교는 케년 칼리지와 파인들레이 대학교의 대학 과정을 제공한다. 학군 내에는 에디슨 초등학교, 에디슨 중학교, 에디슨 고등학교가 있다.

## 저명한 인물
- 오거스터스 L. 암스트롱, 변호사, 미네소타 주 의원
- 모세스 K. 암스트롱, 사업가, 다코타 준주 의원
- 토머스 H. 암스트롱, 전 미네소타 부지사
- 토머스 J. 보울스, 전 위스콘신 주 의회 의원
- 토머스 에디슨, 사업가, 발명가
- 대니얼 맥브라이드 그레이엄, 자유의지 침례교 목사, 발명가, 힐스데일 칼리지 초대 총장

## 자매 도시
밀란 마을은 현재 하나의 국제 자매 도시를 가지고 있다.
- 야와타 (일본)